# Cryptopsy
Cryptopsy is een technische deathmetal band uit Canada gevormd in 1992. De voorganger van de band, genaamd Necrosis bestond van 1988 tot 1992 en ging aan het einde van zijn bestaan over in Cryptopsy. Bij het overgaan naar Cryptopsy werden er nieuwe namen toegevoegd, waaronder huidig drummer Flo Mounier, wiens snelle blastbeats een nieuwe wereld opende voor de band. Cryptopsy staat bekend om hun zeer snelle, chaotische en heftige manier van spelen. De vocals van de band zijn (afhangend van de zanger) vaak heel diep en onverstaanbaar.

## Discografie
- Blasphemy Made Flesh (1994)
- None So Vile (1996)
- Whisper Supremacy (1998)
- And Then You'll Beg (2000)
- Once Was Not (2005)
- The Unspoken King (2008)
- Cryptopsy (2012)

## Bezetting

### Huidige bandleden
- Christian Donaldson - gitaar
- Flo Mounier - drums
- Matt McGachy - vocalen
- Olivier Pinard - basgitaar

### Voormalige leden
- Lord Worm - vocalen
- Mike DiSalvo - vocalen
- Jon Levasseur - gitaar
- Éric Langlois - basgitaar
- Steve Thibault - gitaar
- Martin Fergusson - basgitaar